# Sef Vergoossen
Sef Vergoossen (nacido el 5 de agosto de 1947) es un entrenador neerlandés de fútbol.
Dirigió en equipos como el VVV-Venlo, MVV Maastricht, Roda JC Kerkrade, KRC Genk, Al-Jazira, Nagoya Grampus Eight y PSV Eindhoven.

## Clubes

### Como entrenador
| Club                 | País                   | Año         |
| -------------------- | ---------------------- | ----------- |
| VVV-Venlo            | Países Bajos           | 1978 - 1989 |
| MVV Maastricht       | Países Bajos           | 1989 - 1998 |
| Roda JC Kerkrade     | Países Bajos           | 1998 - 2001 |
| KRC Genk             | Bélgica                | 2001 - 2004 |
| Al-Jazira            | Emiratos Árabes Unidos | 2004 - 2005 |
| Nagoya Grampus Eight | Japón                  | 2006 - 2007 |
| PSV Eindhoven        | Países Bajos           | 2008        |